# آلبرت شوارز
 آلبرت شوارز (روسی: А. С. Шварц؛ زاده ۲۴ ژوئن ۱۹۳۴) یک ریاضی‌دان، و فیزیک‌دان اهل روسیه است.